# Teoria della scelta razionale (criminologia)
La teoria della scelta razionale, nella criminologia, è la convinzione derivata dall'utilitarismo per cui si ritiene che l'individuo compie reati in base ad una scelta autonoma tra mezzi e fini, costi e profitti, bonus e malus.

## Descrizione
La scelta razionale è legata alla teoria della deriva di David Matza  in cui le persone utilizzano le tecniche di neutralizzazione per entrare ed uscire dal comportamento delinquenziale, e alla teoria della criminalità sistematica (un aspetto della teoria della disorganizzazione sociale elaborata dalla Scuola di Chicago), dove Edwin Sutherland sosteneva che il fallimento delle famiglie e dei gruppi parentali ampliati estende l'ambito dei rapporti non più controllati dalla comunità, e mina alla base i controlli statali. Ciò induce ad una persistente criminalità "sistematica" ed alla delinquenza.
Sutherland sosteneva anche che tale disorganizzazione provocasse e rafforzasse le tradizioni culturali e i conflitti culturali che sostengono le attività antisociali. La qualità sistematica del comportamento era un riferimento a reati ripetitivi, fantasiosi od organizzati rispetto ad eventi casuali. Egli rappresentava la cultura della legalità come dominante e più ampia rispetto ai punti di vista culturali criminogeni e capace di superare il crimine sistematico se organizzata a tale scopo .

## Teoria sulla routine
L'attività di routine è una branca della scelta razionale in criminologia, sviluppata da Marcus Felson e Lawrence Cohen. Il nocciolo della teoria si focalizza sul delitto considerato come un'attività normale e dipende dalla opportunità disponibili. Se un bersaglio non è protetto a sufficienza, e se la ricompensa è conveniente, il reato avrà più possibilità di riuscire. La criminalità non ha bisogno di colpevoli recidivi, né super-predatori, né criminali condannati o persone malvagie, ma solo di un'opportunità.